# Be’erotajim
Be’erotajim (hebr. בארותיים) – moszaw położony w samorządzie regionu Emek Chefer, w Dystrykcie Centralnym, w Izraelu.
Leży na równinie Szaron, w otoczeniu miasta Kalansuwa, moszawów Tenuwot, Burgeta, Olesz i Niccane Oz, oraz kibucu Jad Channa. Na wschód od moszawu przebiega granica terytoriów Autonomii Palestyńskiej, która jest strzeżona przez mur bezpieczeństwa. Po stronie palestyńskiej znajduje się miasto Tulkarm.

## Historia
Moszaw został założony w 1949 przez żydowskich imigrantów z Węgier i Czechosłowacji. W 1956 osiedlili się tutaj imigranci z Afryki Północnej.

## Kultura i sport
W moszawie jest ośrodek kultury oraz boisko do piłki nożnej.

## Gospodarka
Gospodarka moszawu opiera się na intensywnym rolnictwie i uprawach w szklarniach.

## Komunikacja
Na wschód od moszawu przebiega autostrada nr 6, brak jednak możliwości bezpośredniego wjazdu na nią. Z moszawu wyjeżdża się na południe na drogę ekspresową nr 57  (Netanja-Niccane Oz). Lokalna droga prowadzi na północ do moszawu Olesz.